# Ryō Sakai
Ryō Sakai (japanisch 酒井 良 Sakai Ryō; * 9. August 1977 in der Präfektur Kanagawa) ist ein ehemaliger japanischer Fußballspieler.

## Karriere
Sakai erlernte das Fußballspielen in der Schulmannschaft der Toko Gakuen High School und der Universitätsmannschaft der Landwirtschaftsuniversität Tokio. Seinen ersten Vertrag unterschrieb er 2000 bei den Shonan Bellmare. Der Verein spielte in der zweithöchsten Liga des Landes, der J2 League. Für den Verein absolvierte er 55 Spiele. 2002 wechselte er zum Ligakonkurrenten Montedio Yamagata. Für den Verein absolvierte er 32 Spiele. Danach spielte er bei den Okinawa Kariyushi FC (2003–2004). Im Oktober 2004 wechselte er zum Drittligisten Thespa Kusatsu. Am Ende der Saison 2004 stieg der Verein in die J2 League auf. Für den Verein absolvierte er 41 Spiele. 2006 wechselte er zu FC Machida Zelvia. Am Ende der Saison 2011 stieg der Verein in die J2 League auf. Für den Verein absolvierte er 121 Spiele. Ende 2012 beendete er seine Karriere als Fußballspieler.